# Zhenqi Barthel
Zhenqi Barthel Apolonia, geb. Sun Zhen Qi (* 9. Januar 1987 in Laimin (China)) ist eine deutsche Tischtennisspielerin chinesischer Abstammung. Sie wurde 2013 Vize-Europameisterin im Doppel, 2006 und 2011 Deutsche Meisterin im Einzel, 2006 auch im Gemischten Doppel. 2007 gewann sie das Bundesranglistenturnier der Damen.

## Karriere
Barthel hieß bei ihrer Geburt Sun Zhen Qi (gesprochen „Tchentchi“; der Familienname steht in China an erster Stelle). In China gehörte sie zunächst zu den talentiertesten Tischtennisnachwuchsspielerinnen, konnte sich aber nicht durchsetzen. Darum übersiedelte sie als Neunjährige mit ihren Eltern aus der nordchinesischen Provinz Liaoning nach Shanghai. In der dortigen Sportschule lernte sie Na Yin kennen, die beim deutschen Verein TS Homberg spielte und für sie Kontakte nach Deutschland knüpfte.
Im August 2002 kam sie nach Deutschland, Anfang 2005 wurde sie vom Ehepaar Barthel adoptiert, gleichzeitig nahm sie die deutsche Staatsbürgerschaft an.
Barthel spielte lange für die Homberger Turnerschaft, mit der sie 2006 den ETTU Cup der Damen gewann. Im gleichen Jahr wurde sie Deutsche Meisterin im Damen-Einzel. Am 10. Januar 2006 bestritt sie ihr erstes Länderspiel. Hierbei verlor sie gegen die Schwedin Carina Jonsson. Nachdem sie 2007 das Bundesranglistenturnier gewonnen hatte, wurde sie für die Weltmeisterschaften nominiert. Während sie im Einzel (1. Runde) und im Gemischten Doppel (2. Runde) früh ausschied, erreichte sie im Damen-Doppel mit Nicole Struse das Viertelfinale. Dort schieden sie gegen Li Jia Wei und Wang Yue Gu aus Singapur aus. Im Sommer 2007 wechselte Barthel zum Bundesligisten DJK TuS Holsterhausen, 2010 zu Hassia Bingen (seit 2011 TTG Bingen / Münster-Sarmsheim). Bei der Mannschaftsweltmeisterschaft 2008 in Guangzhou wurde sie in sechs der acht Spiele der deutschen Damennationalmannschaft eingesetzt. 2011 wurde sie durch einen 4:1-Sieg gegen Wu Jiaduo zum zweiten Mal deutsche Meisterin.
2013 wechselte Zhenqi Barthel zum kroatischen Verein STK Dr. Casl Zagreb und wurde dort auf Anhieb kroatischer Mannschaftsmeister. Bei der Europameisterschaft 2013 gewann sie mit Shan Xiaona die Silbermedaille. 2014 schloss sie sich dem französischen Erstliga-Aufsteiger Mayenne CA an.
2014 verabschiedete sich Zhenqi Barthel aus privaten Gründen – sie ist mit dem portugiesischen Tischtennisspieler Tiago Apolónia verheiratet – aus der deutschen Nationalmannschaft. Nach einer Babypause wurde sie wieder aktiv. Mit dem Verein Sporting Lissabon erreichte sie die Champions League 2017/18.

## Privat
Zhenqi Barthel ist seit Juli 2016 verheiratet mit dem portugiesischen Tischtennisspieler Tiago Apolónia. Das Paar hat zwei Söhne (* 2017 und * 2020).

## Erfolge
- 2003–2005: Hessische Meisterin im Damen-Einzel
- 2005: Weltmeisterschaftsdritte im Mädchen-Einzel
- 2005: Deutsche Meisterin im Mädchen-Doppel mit Desirée Czajkowski
- 2006: Deutsche Meisterin im Damen-Einzel
- 2006: Deutsche Meisterin im Gemischten Doppel (mit Patrick Baum)
- 2006: Dritte der Deutschen Meisterschaften im Damen-Doppel (mit Desirée Czajkowski)
- 2007: Gewinnerin des Bundesranglistenturniers
- 2009: Deutsche Meisterin im Doppel (mit Kristin Silbereisen)
- 2011: Deutsche Meisterin im Damen-Einzel
- 2013: Vize-Europameisterin im Doppel (mit Shan Xiaona)
- 2014: Kroatischer Mannschaftsmeister mit STK Dr. Casl Zagreb

## Turnierergebnisse
| Verband | Veranstaltung            | Jahr | Ort           | Land | Einzel        | Doppel        | Mixed     | Team     |
| ------- | ------------------------ | ---- | ------------- | ---- | ------------- | ------------- | --------- | -------- |
| GER     | Europameisterschaft      | 2012 | Herning       | DEN  | letzte 32     |               |           |          |
| GER     | Europameisterschaft      | 2011 | Gdańsk-Sopot  | POL  | Viertelfinale | Viertelfinale |           |          |
| GER     | Europameisterschaft      | 2010 | Ostrava       | CZE  |               | Viertelfinale |           |          |
| GER     | Europameisterschaft      | 2009 | Stuttgart     | GER  |               | Halbfinale    |           |          |
| GER     | Olympische Spiele        | 2008 | Peking        | CHN  | keine Teiln.  |               |           | 13       |
| GER     | Pro Tour                 | 2013 | Dubai         | UAE  |               | Halbfinale    |           |          |
| GER     | Pro Tour                 | 2013 | Berlin        | GER  | letzte 64     |               |           |          |
| GER     | Pro Tour                 | 2013 | Spała         | POL  | letzte 64     | Silber        |           |          |
| GER     | Pro Tour                 | 2013 | Olomouc       | CZE  | letzte 32     |               |           |          |
| GER     | Pro Tour                 | 2013 | Changchun     | CHN  | letzte 32     | Viertelfinale |           |          |
| GER     | Pro Tour                 | 2013 | Doha          | QAT  | letzte 16     | Silber        |           |          |
| GER     | Pro Tour                 | 2013 | Wels          | AUT  | letzte 32     | Viertelfinale |           |          |
| GER     | Pro Tour                 | 2012 | Poznań        | POL  | letzte 16     |               |           |          |
| GER     | Pro Tour                 | 2012 | Bremen        | GER  | letzte 32     |               |           |          |
| GER     | Pro Tour                 | 2012 | Ekaterinburg  | RUS  | letzte 32     | Viertelfinale |           |          |
| GER     | Pro Tour                 | 2012 | Olomouc       | CZE  | letzte 16     |               |           |          |
| GER     | Pro Tour                 | 2012 | Shanghai      | CHN  | letzte 64     | letzte 16     |           |          |
| GER     | Pro Tour                 | 2012 | Doha          | QAT  | letzte 32     | letzte 16     |           |          |
| GER     | Pro Tour                 | 2012 | Velenje       | SLO  | letzte 32     |               |           |          |
| GER     | Pro Tour                 | 2012 | Budapest      | HUN  | letzte 16     | Halbfinale    |           |          |
| GER     | Pro Tour                 | 2011 | Stockholm     | SWE  | letzte 32     |               |           |          |
| GER     | Pro Tour                 | 2011 | Schwechat     | AUT  | letzte 64     |               |           |          |
| GER     | Pro Tour                 | 2011 | Suzhou        | CHN  | letzte 64     |               |           |          |
| GER     | Pro Tour                 | 2011 | Incheon       | KOR  | letzte 32     |               |           |          |
| GER     | Pro Tour                 | 2011 | Shenzen       | CHN  | letzte 32     |               |           |          |
| GER     | Pro Tour                 | 2011 | Władysławowo  | POL  | letzte 64     |               |           |          |
| GER     | Pro Tour                 | 2011 | Dortmund      | GER  |               | letzte 16     |           |          |
| GER     | Pro Tour                 | 2011 | Doha          | QAT  | letzte 64     |               |           |          |
| GER     | Pro Tour                 | 2010 | Warschau      | POL  | letzte 32     | Viertelfinale |           |          |
| GER     | Pro Tour                 | 2010 | Wels          | AUT  | letzte 16     |               |           |          |
| GER     | Pro Tour                 | 2010 | Suzhou        | CHN  | letzte 64     | letzte 16     |           |          |
| GER     | Pro Tour                 | 2010 | Berlin        | GER  | letzte 64     | letzte 16     |           |          |
| GER     | Pro Tour                 | 2010 | Velenje       | SVN  | letzte 32     | letzte 16     |           |          |
| GER     | Pro Tour                 | 2009 | Tianjin       | CHN  | letzte 32     |               |           |          |
| GER     | Pro Tour                 | 2009 | Minsk         | BLR  | letzte 16     | Viertelfinale |           |          |
| GER     | Pro Tour                 | 2009 | Bremen        | GER  | Viertelfinale | letzte 16     |           |          |
| GER     | Pro Tour                 | 2009 | Frederikshavn | DEN  | letzte 32     | letzte 16     |           |          |
| GER     | Pro Tour                 | 2008 | Warschau      | POL  | letzte 32     | Viertelfinale |           |          |
| GER     | Pro Tour                 | 2008 | Berlin        | GER  | letzte 64     |               |           | 2        |
| GER     | Pro Tour                 | 2008 | Singapur      | SIN  | letzte 64     | Viertelfinale |           |          |
| GER     | Pro Tour                 | 2008 | Yokohama      | JPN  | letzte 32     |               |           | 3        |
| GER     | Pro Tour                 | 2008 | Velenje       | SVN  | letzte 32     | letzte 16     |           |          |
| GER     | Pro Tour                 | 2007 | St Petersburg | RUS  | letzte 64     |               |           |          |
| GER     | Pro Tour                 | 2007 | Shenzhen      | CHN  | letzte 32     | letzte 16     |           |          |
| GER     | Pro Tour                 | 2007 | Chiba         | JPN  | letzte 64     | letzte 16     |           |          |
| GER     | Pro Tour                 | 2007 | Seongnam      | KOR  | letzte 64     | letzte 16     |           |          |
| GER     | Pro Tour                 | 2007 | Doha          | QAT  | letzte 64     |               |           |          |
| GER     | Pro Tour                 | 2007 | Zagreb        | HRV  | letzte 64     |               |           |          |
| GER     | Pro Tour                 | 2006 | Warschau      | POL  | letzte 64     | letzte 16     |           |          |
| GER     | Pro Tour                 | 2006 | Bayreuth      | GER  | letzte 64     |               |           |          |
| GER     | Pro Tour                 | 2006 | Yokohama      | JPN  | letzte 64     |               |           |          |
| GER     | Pro Tour                 | 2006 | Taipei        | TPE  | letzte 16     | Viertelfinale |           |          |
| GER     | Pro Tour                 | 2006 | Zagreb        | HRV  |               | letzte 16     |           |          |
| GER     | Pro Tour                 | 2004 | Leipzig       | GER  | letzte 64     |               |           |          |
| GER     | Weltmeisterschaft        | 2013 | Paris         | FRA  | letzte 32     | letzte 32     |           |          |
| GER     | Weltmeisterschaft        | 2012 | Dortmund      | GER  |               |               |           | 7        |
| GER     | Weltmeisterschaft        | 2011 | Rotterdam     | NED  | letzte 64     | letzte 32     | letzte 32 |          |
| GER     | Weltmeisterschaft        | 2009 | Yokohama      | JPN  | letzte 64     | letzte 16     | letzte 32 |          |
| GER     | Weltmeisterschaft        | 2008 | Guangzhou     | CHN  |               |               |           | 9        |
| GER     | Weltmeisterschaft        | 2007 | Zagreb        | HRV  | letzte 128    | Viertelfinale | letzte 64 |          |
| GER     | Weltmeisterschaft        | 2006 | Bremen        | GER  |               |               |           | 11       |
| GER     | Jugend-Weltmeisterschaft | 2005 | Linz          | AUT  | Halbfinale    |               |           |          |
| GER     | World Junior Circuit     | 2005 | Cetniewo      | POL  | Gold          |               |           |          |
| GER     | WTC-World Team Cup       | 2010 | Dubai         | UAE  |               |               |           | 5. Platz |
| GER     | WTC-World Team Cup       | 2007 | Magdeburg     | GER  |               |               |           | 5        |